# Hannibal (serie de televisión)
Hannibal es una serie de televisión estadounidense de thriller y terror psicológico desarrollada por Bryan Fuller para NBC. La serie está basada en los personajes y elementos que aparecen en el libro Red Dragon y Hannibal de Thomas Harris, con énfasis en la relación entre el investigador especial del FBI, Will Graham (Hugh Dancy) y el Dr. Hannibal Lecter (Mads Mikkelsen), un psiquiatra destinado a convertirse en el enemigo más astuto de Graham y, al mismo tiempo, la única persona que puede entenderlo.
La serie se estrenó en NBC el 4 de abril de 2013. El 9 de mayo de 2014, NBC renovó Hannibal por una tercera temporada, que se estrenó el 4 de junio de 2015. El 22 de junio de 2015, NBC canceló Hannibal después de tres temporadas debido a las bajas audiencias.
La serie recibió la aclamación de la crítica, con las actuaciones de los actores principales y el estilo visual de la serie siendo elogiado. La serie ha cosechado seguidores de culto y es considerado por la crítica y el público como una de las mejores series del género de terror, y una de las mejores series de televisión de todos los tiempos.

## Sinopsis
Will Graham (Hugh Dancy) es un analista de crímenes del FBI a la caza de un asesino en serie. Will tiene una manera única de pensar, lo que le da la capacidad de empatizar de sobremanera con los psicópatas que caza. Esta capacidad le ayuda a entenderlos y saber casi lo que los motiva. Pero cuando la mente del asesino retorcido que está buscando es demasiado complicada, incluso para su entender, recluta la ayuda de uno de los médicos principales psiquiátricos en el país, el Dr. Hannibal Lecter (Mads Mikkelsen). Juntos forman un equipo para ayudar al FBI en la caza de asesinos en serie.

## Elenco y personajes

### Principales
- Hugh Dancy como Will Graham.
- Mads Mikkelsen como Hannibal Lecter.
- Caroline Dhavernas como Alana Bloom.
- Laurence Fishburne como Jack Crawford.
- Hettienne Park como Beverly Katz.
- Gillian Anderson como Bedelia Du Maurier.
- Scott Thompson como Jimmy Price.
- Aaron Abrams como Brian Zeller.

### Recurrentes
- Raúl Esparza como Frederick Chilton.
- Kacey Rohl como Abigail Hobbs.
- Lara Jean Chorostecki como Fredricka «Freddie» Lounds.
- Katharine Isabelle como Margot Verger.
- Michael Pitt (temp. 2) y Joe Anderson (temp. 3) como Mason Verger.
- Richard Armitage como Francis Dolarhyde.
- Eddie Izzard como Abel Gideon.
- Gina Torres como Phyllis «Bella» Crawford.
- Vladimir Jon Cubrt como Garrett Jacob Hobbs.
- Anna Chlumsky como Miriam Lass.
- Cynthia Nixon como Kade Prurnell.
- Fortunato Cerlino como Rinaldo Pazzi.
- Tao Okamoto como Chiyoh.
- Glenn Fleshler como Cordell Doemling.
- Nina Arianda como Molly Graham.
- Rutina Wesley como Reba McClane.

## Temporadas
| Temporada | Temporada | Episodios | Emisión original      | Emisión original        |
| Temporada | Temporada | Episodios | Estreno               | Final                   |
| --------- | --------- | --------- | --------------------- | ----------------------- |
|           | 1         | 13        | 4 de abril de 2013    | 20 de junio de 2013     |
|           | 2         | 13        | 28 de febrero de 2014 | 23 de mayo de 2014      |
|           | 3         | 13        | 4 de junio de 2015    | 3 de septiembre de 2015 |

## Producción

### Desarrollo
NBC comenzó a desarrollar una serie de Hannibal en 2011 y la exdirectora de teatro, Katie O'Connell trajo a su amigo Bryan Fuller (quien anteriormente había trabajado como guionista y productor en Heroes de NBC) para escribir un guion piloto en noviembre. NBC le dio a la serie un compromiso financiero antes de que Fuller completara su guion. El 14 de febrero de 2012, NBC superó la etapa piloto de desarrollo al otorgar a la serie una primera temporada de 13 episodios basada únicamente en la fuerza del guion de Fuller. La serie entró en producción rápidamente a partir de entonces.
David Slade, quien anteriormente había dirigido el piloto de la serie de NBC Awake, dirigió el primer episodio y se desempeña como productor ejecutivo. José Andrés es el «consultor de caníbales culinarios» de la serie y asesora al equipo sobre el procedimiento adecuado para preparar carne humana para el consumo.
Fuller habló sobre el orden limitado de los episodios y el arco continuo de la historia que prevé para la serie. «Hacer un modelo para la cadena nos da la oportunidad de no perdernos en nuestra narrativa porque tenemos muchos bienes raíces que cubrir». Hablando específicamente sobre el personaje de Lecter, Fuller dijo, «Hay una disposición alegre para nuestro Hannibal. No está siendo telegrafiado como un villano. Si la audiencia no supiera quién era, no lo verían venir. Lo que tenemos es el principio de suspenso de Alfred Hitchcock—para que muestre a la audiencia la bomba debajo de la mesa y dejarlos sudar cuando vaya a explotar». Continuó llamando a la relación entre Graham y Lecter como «realmente una historia de amor», diciendo «Como Hannibal ha dicho [a Graham] en un par de películas, 'Eres mucho más como yo de lo que te das cuenta'. Llegaremos al fondo de lo que eso significa exactamente durante las dos primeras temporadas».
Fuller originalmente planeó que la serie se desarrollara durante siete temporadas: las tres primeras consistían en material original, la cuarta cubría a Red Dragon, la quinta The Silence of the Lambs, la sexta Hannibal, y la séptima una historia original que resolvía el final de Hannibal. Sin embargo, después de la conclusión de la segunda temporada, Fuller declaró que más tarde se imaginó que la serie se desarrollaría durante seis temporadas, incorporando los libros de una manera diferente a la que originalmente planeó. La temporada 3 usaría material de Hannibal Rising así como Red Dragon e incluir una historia de origen diferente para el Dr. Lecter; en última instancia, la temporada también adaptó a Hannibal también. Fuller tenía la intención de incluir otros personajes de la serie de libros (como Jame Gumb y Clarice Starling) siempre que pudiera obtener los derechos de MGM. Franklin Froideveaux y Tobias Budge fueron creados porque Fuller no pudo garantizar los derechos de los personajes de The Silence of the Lambs, Benjamin Raspail y Jame Gumb. Fuller agregó que también intentaron obtener los derechos de Barney Matthews, un asistente en el Hospital Estatal de Baltimore, pero fueron denegados, por lo que un personaje basado en Barney apareció en la segunda temporada, llamado Matthew Brown, Pero el personaje terminó siendo una antítesis de Barney. La Dra. Bedelia Du Maurier lleva el nombre del personaje de Creepshow y la autora Daphne du Maurier.
Con respecto a las influencias de la serie, Fuller dijo: «Cuando me senté frente al guion, estaba diciendo muy conscientemente, '¿Qué haría David Lynch con un personaje como Hannibal Lecter? ¿Qué tipo de giros extraños e inesperados le daría a este mundo?' Soy un gran admirador de su trabajo y su estética y su meticuloso diseño de sonido. Esos eran todos los componentes que sentí que tenían una gran necesidad de ser parte de nuestra historia de Hannibal Lecter. Entre Lynch y Kubrick, hay mucha inspiración». Fuller también citó a David Cronenberg y Dario Argento como influencias en la serie. Fuller citó a Tony Scott como una influencia para la tercera temporada.

### Rodaje
El rodaje Hannibal tuvo lugar en Toronto, Ontario, Canadá. La primera temporada comenzó a rodarse el 27 de agosto de 2012. La serie comenzó su producción en la segunda temporada en Toronto en agosto de 2013. La filmación para la temporada 3 comenzó el 20 de octubre de 2014, en Toronto, y algunos rodajes de escenas exteriores e interiores se rodaron en Italia principalmente en 
Florencia y Palermo.